# Kijanebalola dubia
Kijanebalola dubia är en djurart som tillhör fylumet bukhårsdjur, och som beskrevs av R. Mitchel Beauchamp 1932. Kijanebalola dubia ingår i släktet Kijanebalola och familjen Neogosseidae. Inga underarter finns listade i Catalogue of Life.